# Fotografia di un momento
Fotografia di un momento è un album di Al Bano & Romina Power pubblicato nel 1990 in Italia e in altri paesi europei arrivando decimo in Austria.
L'album è stato pubblicato anche in una versione in lingua spagnola col titolo Fotografía de un momento.

## Tracce
1. Besame (L.B.Horn, Al Camarro, Albano Carrisi, Romina Power)
2. Donna per amore (L.B.Horn, Albano Carrisi, Romina Power)
3. Non piangere (Albano Carrisi, Romina Power)
4. Commesso viaggiatore (Albano Carrisi, Romina Power)
5. Bwana (Albano Carrisi, Alberto Dati)
6. Fotografia (L.B.Horn, Albano Carrisi, Romina Power)
7. Tenero e testardo (Paolo Amerigo Cassella, Albano Carrisi, Romina Power)
8. Indian boy (Albano Carrisi, Romina Power)
9. B.u.s.s.a. ancora (L.B.Horn, Al Camarro, Alberto Dati, Romina Power)
10. Libertà (Production '90) (Springbock, L.B.Horn, Willy Molco, Romina Power, Vito Pallavicini)

### Fotografía de un momento
L'edizione del disco in lingua spagnola pubblicata in Spagna e in America Latina.
1. Bésame (L.B.Horn, Al Camarro, Albano Carrisi, Romina Power)
2. Mujer por amor (L.B.Horn, Albano Carrisi, Romina Power)
3. No es sencillo amar (Albano Carrisi, Romina Power)
4. Commesso viaggiatore (Albano Carrisi, Romina Power)
5. Bwana (Albano Carrisi, Alberto Dati)
6. Fotografía (L.B.Horn, Albano Carrisi, Romina Power)
7. Tenero e testardo (Paolo Amerigo Cassella, Albano Carrisi, Romina Power)
8. Indian boy (Albano Carrisi, Romina Power)
9. Dale marcha (L.B.Horn, Al Camarro, Alberto Dati, Romina Power)
10. Libertad (Springbock, L.B.Horn, Willy Molco, Romina Power, Vito Pallavicini)

## Classifiche
| Classifica | Posizione |
| ---------- | --------- |
| Austria    | 10        |